# Nord-Norge
Nord-Norge o Nord-Noreg (literalmente en español, Noruega del Norte o Noruega Septentrional) es el nombre de la región geográfica de Noruega situada más al norte. Comprende dos condados (fylke): Nordland y Troms og Finnmark. Su capital es Tromsø.
Algunas de las mayores ciudades de Nord-Norge (de sur a norte) son: Mo i Rana, Bodø, Narvik, Harstad, Tromsø, Kirkenes, Alta, Vadsø y Hammerfest.
En 2002, Nord-Norge tenía 462 908 habitantes.